# 砂漠法
砂漠法 (Desert Land Act) とは1877年3月3日にアメリカ合衆国議会を通過した法律である。米国西部の乾燥・半乾燥状態の公有地を開拓し、経済発展を助長・促進することを目的とした。この砂漠法では、個人は公有地の内、乾燥地および半乾燥地を開墾、灌漑し耕すことを申請する。
一人につき最大 640 エーカー（2.59 平方キロメートル）の土地を 1 エーカー当たり 1.25 ドルで払い下げを受ける代わりに 3 年以内に灌漑を行うことを約束しなければならない。申請者は灌漑のための努力を行ったことの証明を 3 年以内に提出しなくてはならなかったが、水源がどこにでもあるというわけではなく、多くの数（推定で初期の申請の 95 % 以上）の詐欺的な「証明書」が提出された。